# Министерство по налогам и сборам Республики Абхазия
Министерство по налогам и сборам Республики Абхазия (абх. Аҧсны Аҳәынҭқарра Ашәахтәқәеи Аизгақәеи рминистрра) — орган государственного управления в частично признанной Республике Абхазия, осуществляющий контроль за соблюдением налогового законодательства страны всеми субъектами экономики, за правильностью исчисления, полнотой и своевременностью внесения в соответствующий бюджет налогов и других обязательных платежей, установленных законодательством Республики Абхазия.

## Структура
Министерство по налогам и сборам Республики Абхазия состоит из Управлений Центрального аппарата и налоговых инспекций по городам и районам, которые являются юридическими лицами.

## Руководство
| ФИО                       | Звание                                    | Дата назначения | Дата освобождения | Примечания              |
| ------------------------- | ----------------------------------------- | --------------- | ----------------- | ----------------------- |
| Пипия Вахтанг Ахрович     | Советник налоговой службы I класса        | 25 февраля 2005 | 30 марта 2005     | Назначен вице-премьером |
| Цимцба Рауф Асланович     | Советник налоговой службы I класса        | 4 апреля 2011   | 1 ноября 2016     |                         |
| Курмазия Даур Леонтьевич  | Государственный советник налоговой службы | 1 ноября 2016   | 4 февраля 2021    |                         |
| Нанба Джансух Эдуардович  |                                           | 11 мая 2021     | 12 августа 2022   |                         |
| Габелия Михаил Валериевич |                                           | 19 августа 2022 | 18 апреля 2025    |                         |
| Бения Эдгар Русланович    |                                           | 18 апреля 2025  |                   |                         |